# El entierro de la sardina
El entierro de la sardina es un cuadro de pequeño formato que pintó Francisco de Goya entre 1814 y 1816 y guarda relación con una serie de cuadros de gabinete de costumbres españolas, si bien estas están muy alejadas de los temas y la estética rococó y neoclásica de los cartones para tapices. El conjunto incluiría Corrida de toros en un pueblo, Procesión de disciplinantes, Auto de fe de la Inquisición y Casa de locos, todos ellos fechados entre 1815 y 1819. Todos ellos son óleos sobre tabla de parecidas dimensiones (de 45 a 46 cm x 62 a 73, excepto El entierro de la sardina, 82 x 60) y se conservan en el museo de la Real Academia de Bellas Artes de San Fernando. 
La serie procede de la colección adquirida en fecha desconocida por el Corregidor de la Villa de Madrid en la época del gobierno de José Bonaparte, el comerciante de ideas liberales Manuel García de la Prada, cuyo retrato pintó el aragonés entre 1805 y 1810, y que legó a la Academia de Bellas Artes en su testamento de 1836.
Estas obras son responsables en gran medida de la forja de la leyenda negra romántica que se atribuyó a la pintura de Goya, pues fueron imitadas y difundidas en Francia y por artistas como Eugenio Lucas o Francisco Lameyer.
El entierro de la sardina refleja una tradición carnavalesca que celebra el último día de estas fiestas. Es el final del periodo de mundo al revés que supone el carnaval, con su transgresión de los valores vigentes, su interés por los instintos primarios, el protagonismo del pueblo llano frente a las instituciones y el predominio del caos frente al orden.

## Análisis del cuadro
Pese a estar inscrito en un conjunto de cuadros de costumbres de la vida española, el cuadro, en su origen, tuvo un carácter muy subversivo con la religión católica. En un primer momento, en el estandarte que ocupa el centro del cuadro aparecía la palabra «Mortus» sobre una forma indefinida, que podía ser la sardina. Esta palabra se hace eco de la que aparece en frases típicas de los estandartes de las procesiones del Viernes Santo (como Christus mortus est hodie) aunque, funcionando como parodia (como toda la tradición del entierro de la sardina), referiría a la muerte del ayuno cuaresmal, simbolizado por el pescado.
Sin embargo, toda esta serie de alusiones, desaparecen en parte al haber sustituido la palabra por una grotesca máscara sonriente, lo que la relaciona con las actitudes del grupo de personajes, bailando, y con máscaras. Aun así, el hombre que baila a la derecha viste, al parecer, hábito de fraile, con lo que se mantiene cierta parodia o sátira del estamento clerical. Además, las dos mujeres centrales que bailan eran, en el dibujo, unas monjas; en el cuadro definitivo esta identificación ha desaparecido. Solo son mujeres jóvenes con un maquillaje de fantasía que hace función de máscara. En todo caso de la parodia religiosa se ha pasado a la presencia sin más del baile, la fiesta, la risa y la diversión popular, como protagonista absoluto del cuadro. Otros personajes, como el situado a la izquierda más o menos disfrazado de jaque o soldado del siglo XVII y que blande una pica en dirección a una de las mujeres, remitiría al instinto indirectamente sexual desatado en esta fiesta. Están así presentes en forma grotesca las dos instituciones decisivas en la configuración de la sátira por parte del imaginario popular: el ejército, la fuerza; la moral, la iglesia.

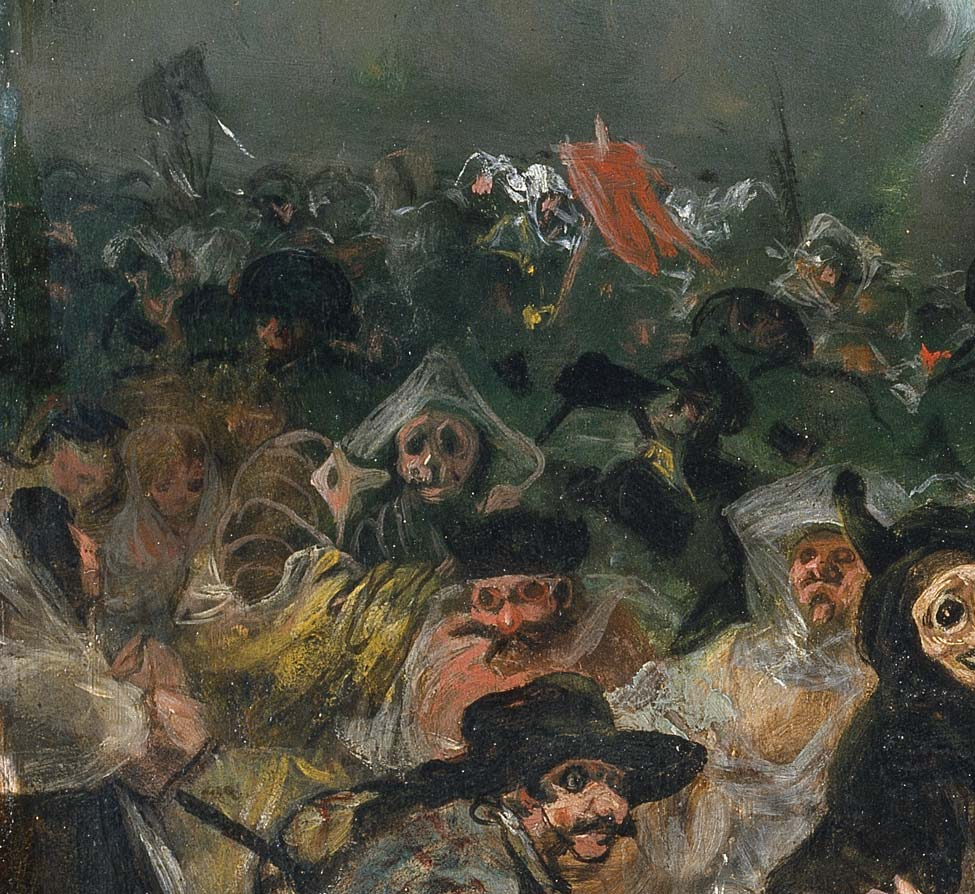
Detalle del Entierro de la sardina donde se aprecia la pincelada suelta y el ambiente carnavalesco.

Hay que recordar además que, si bien el carnaval fue permitido durante la dominación francesa, el retorno al absolutismo fernandino (que es la fecha más probable de realización de esta obra) prohibía estas expansiones por los desmanes y burlas que a las instituciones que lo apoyaban se hacían, aunque tales represiones no tuvieron demasiado efecto. De todos modos, Goya, si pintó efectivamente el cuadro entre 1815 y 1819, como defiende Bozal (2005), llevaría a cabo un acto de talante ciertamente crítico y transgresor, mostraría con él su rechazo de la política reaccionaria de Fernando VII.
En cuanto a la composición, está muy cercana a las de la serie con la que forma conjunto, en particular Corrida de toros en un pueblo, pues se trata de un óvalo iluminado, alrededor del cual (como en un ruedo) se sitúa el público espectador, aunque en este caso participe de la fiesta y esté también disfrazado con máscaras. Aunque, en comparación con aquel, en El entierro de la sardina predomina la luz sobre la sombra y la alegría frente al drama; lo mismo que lo distingue de la Casa de locos, la Procesión de disciplinantes y Auto de fe de la Inquisición, obras todas ellas que muestran una gama cromática limitada y cuyos asuntos no permiten la expansión festiva.
Esta obra manifiesta la alegría de vivir del pueblo, y contrasta con las recientes escenas macabras de Los desastres de la guerra o la tragedia inminente de la serie de la Tauromaquia, así como se aleja de los autos de fe, las muestras sangrientas de las disciplinas de los flagelantes o el mundo absurdo y marginado de la casa de locos, los cuadros con los que se ha visto que se relaciona en el tiempo y asuntos. Se trata de destacar más allá de las circunstancias políticas y sociales la «vitalidad popular», según señala Bozal. Aquí las clases humildes gozan de libertad, se expresan sin trabas y no se ven abocados a restricciones, padecimientos e incluso guerras impuestas por circunstancias ajenas al deseo del pueblo. Este es el mensaje complementario de la denuncia que lanzaba la serie de estampas de Los desastres de la guerra, donde todo el énfasis se hacía en la lucha de la gente por su vida, por sus casas y donde las víctimas estaban despojadas de heroísmo y de representación de causa alguna. Es este del entierro de la sardina el mundo feliz, aunque en su último día, o el que, por un tiempo, da rienda suelta a sus deseos vitales, sin hacer consideración moral alguna y mostrando la simple fiesta, abolidas las leyes, instituciones y ataduras de la autoridad.